# Oxalaia
Oxalaia (dựa theo tên vị thần châu Phi Oxalá) là một chi khủng long theropod sống ở vùng Đông Bắc của Brazil trong thời kỳ Cenomanian của kỷ Phấn trắng muộn, khoảng từ 100,5 đến 93,9 triệu năm trước. Hóa thạch duy nhất được biết đến của nó được tìm thấy vào năm 1999 trên đảo Cajual trong đá của hệ tầng Alcântara, được biết đến với sự phong phú của các mẫu hóa thạch phân lập, tách rời. Phần còn lại của Oxalaia được mô tả khoa học vào năm 2011 bởi nhà cổ sinh vật học người Brazil là Alexander Wilhelm Armin Kellner và các đồng nghiệp, người đã gán các mẫu vật cho một chi mới có chứa một loài, Oxalaia quilombensis. Tên loài đề cập đến các khu định cư quilombo của Brazil. Oxalaia là loài thứ tám chính thức được đặt tên là một theropod từ Brazil và là loài khủng long ăn thịt lớn nhất được phát hiện ở đó. Nó có liên quan chặt chẽ với chi Spinosaurus ở châu Phi.
Mặc dù Oxalaia chỉ được biết đến từ hai mẫu một phần xương sọ, Kellner và các đồng nghiệp đã phát hiện ra rằng răng và cranium của nó có một vài đặc tính riêng biệt không thấy ở các loài khủng long hoặc theropod khác, bao gồm hai răng thay thế trong mỗi ổ cắm và một vòm họng rất điêu khắc. Môi trường sống của Oxalaia là rừng rậm nhiệt đới và được bao quanh bởi một cảnh quan khô cằn. Môi trường này có nhiều dạng sống khác nhau cũng có mặt ở Bắc Phi và Trung Phi, do sự kết nối của Nam Mỹ và châu Phi như một phần của siêu lục địa Gondwana. Là một loài khủng long, các đặc điểm của sọ và răng của Oxalaia cho thấy lối sống ăn cá (ăn cá) chủ yếu tương tự như của cá sấu hiện đại. Bằng chứng hóa thạch cho thấy loài khủng long này cũng thỉnh thoảng săn mồi đối với các loài động vật khác như khủng long nhỏ và thằn lằn bay.